# Johan Runesson
Johan Runesson, född 20 november 1990, är en svensk orienterare från Smålandsstenar i Småland. Hans moderklubb är OK Vivill och tävlar nu för Tampereen Pyrintö. Tidigare har han representerat OK Tisaren och Göteborg-Majorna. Runesson är tränare på orienteringsprogrammet på Rudbecksskolan i Sollentuna.